# Parlamento di Barbados
Il Parlamento di Barbados è il parlamento bicamerale dello stato caraibico barbadiano.
È costituito da due rami: la Camera dell'Assemblea di 30 deputati e unica eletta dal popolo tramite sistema maggioritario a turno unico in collegi elettorali uninominali, e il Senato di 21 senatori, nominati dal Presidente di Barbados.